# Justo Tejada
Justo Tejada Martínez (* 6. Januar 1933 in Barcelona; † 31. Januar 2021) war ein spanischer Fußballspieler.

## Karriere
Der Stürmer spielte von 1953 bis 1961 für den FC Barcelona. Mit Barça gewann er je zwei spanische Meisterschaften, spanische Pokale und Messepokale. In der Messepokal-Saison 1958–1960 war er mit drei anderen Spielern Torschützenkönig des Wettbewerbs.
Bemerkenswert ist, dass Tejada nach seiner Karriere beim FC Barcelona sowohl für Real Madrid als auch für Espanyol Barcelona spielte, was bekanntlich die größten Rivalen von Barça sind.
Ferner spielte er von 1958 bis 1961 acht Mal für die spanische Nationalelf. Seine vier Nationalmannschaftstore erzielte er allesamt bei einem 6:2-Erfolg über Nordirland.

## Erfolge
- Spanische Meisterschaft: 1959, 1960,  1962, 1963
- Spanischer Pokal: 1957, 1959, 1962
- Messepokal: 1955–1958, 1958–1960
- Torschützenkönig im Messepokal: 1958–1960